# Scutovertex punctatus
Scutovertex punctatus är en kvalsterart som beskrevs av Sitnikova 1975. Scutovertex punctatus ingår i släktet Scutovertex och familjen Scutoverticidae. Inga underarter finns listade i Catalogue of Life.